# Шейх Эдебали
Имадуддин Мустафа бин Ибрахим бин Инак аль-Киршехри (1206—1326) также «Шейх Эдебали» (тур. Şeyh Edebali), османский  шейх из братства Ахи, который помогал формировать и развивать политику растущего Османского государства. Первый кадием Османской империи. Отец Рабии Бала Хатун (жены Османа Гази, основателя Османской империи).

## Взаимодействие с османскими лидерами
Эдебали часто беседовал со своим близким другом Эртугрулом Гази, отцом Османа I, об исламе и положении мусульман в Анатолии. Осман был частым гостем Эдебали. Эдебали стал наставником Османа и в конце концов опоясал его мечом Гази. Осман в дерге Эдебали мечтал о государстве. Таким образом, эта мечта привела к созданию государства. После этого дочь Эдебали вышла замуж за Османа I. В результате этого брака все шейхи Ахи перешли под контроль Османской империи. Это оказало большое влияние на создание и развитие Османского бейлика.

## Совет Осману I
Совет Эдебали своему зятю Осману I сформировал и развил османскую администрацию и правление на протяжении шести веков. В одном известном заявлении Эдебали сказал Осману:

О мой сын!
Теперь ты король!
Отныне гнев - для нас;
для тебя - спокойствие!
Для нас - обижаться;
для тебя - удовольствие!
Для нас - обвинять;
для вас - терпеть!
Для нас - беспомощность и ошибки;
для вас - терпимость!
Для нас - ссоры;
для вас - справедливость!
Для нас - зависть, слухи, клевета;
для тебя - прощение!
О сын мой!
Отныне мы должны разделять;
тебе - объединяться!
Для нас - лень;
для тебя - предупреждение и поддержка!
Сын мой!
Будь терпелив, цветок не распускается раньше времени.
Никогда не забывай: Пусть человек процветает, и государство тоже будет процветать!
О сын мой!
Твоя ноша тяжела, твоя задача трудна, твоя власть висит на волоске!
Да будет Бог тебе помощником!— Шейх Эдебали

## В культуре
Шейх Эдебали был изображён в турецком телесериале Kuruluş «Osmancık» (1988), в сериале «Основание: Осман» Шейха Эдебали сыграл Седа Йылдыз; кроме того, Шейх Эдебали упомянут в сериале «Возрождение: Эртугрул».